# Португалія на літніх Олімпійських іграх 1920
Португалія у літніх Олімпійських іграх 1920 року, що проходили в Антверпені (Бельгія), була представлена 13 спортсменами у двох видах спорту: фехтування і стрільба. Країна вдруге за свою історію брала участь у літній Олімпіаді, але не завоювала жодної медалі.

## Учасники
За видом спорту та статтю
| Вид спорту | Чоловіки | Жінки | Разом |
| ---------- | -------- | ----- | ----- |
| Стрільба   | 5        | 0     | 5     |
| Фехтування | 8        | 0     | 8     |
| Разом      | 13       | 0     | 13    |

## Стрільба
| Спортсмен                                                                               | Дисципліна                                        | Фінал     | Фінал |
| Спортсмен                                                                               | Дисципліна                                        | Результат | Місце |
| --------------------------------------------------------------------------------------- | ------------------------------------------------- | --------- | ----- |
| Антоніу Мартінс Антоніу Феррейра Ferreira Антоніу дос Сантош Даріу Канаш Ермініу Ребелу | армійський пістолет, 30 м (команди)               | 1184      | 8     |
| Антоніу Мартінс Антоніу Феррейра Ferreira Антоніу дос Сантош Даріу Канаш Ермініу Ребелу | армійська гвинтівка лежачи, 300 м (команди)       | 256       | 15    |
| Антоніу Мартінс Антоніу Феррейра Ferreira Антоніу дос Сантош Даріу Канаш Ермініу Ребелу | армійська гвинтівка стоячи, 300 м (команди)       | 226       | 11    |
| Антоніу Мартінс Антоніу Феррейра Ferreira Антоніу дос Сантош Даріу Канаш Ермініу Ребелу | армійська гвинтівка лежачи, 600 м (команди)       | 248       | 14    |
| Антоніу Мартінс Антоніу Феррейра Ferreira Антоніу дос Сантош Даріу Канаш Ермініу Ребелу | армійська гвинтівка лежачи, 300 і 600 м (команди) | 519       | 11    |

## Фехтування
| Спортсмен | Дисципліна                    | Раунд 1   | Раунд 1 | Чвертьфінал | Чвертьфінал | Півфінал   | Півфінал   | Фінал      | Фінал      |
| Спортсмен | Дисципліна                    | Результат | Місце   | Результат   | Місце       | Результат  | Місце      | Результат  | Місце      |
| --- | ----------------------------- | --------- | ------- | ----------- | ----------- | ---------- | ---------- | ---------- | ---------- |
| Антоніу де Менезеш                                                                                                 | індивідуальна шпага, чоловіки | 4–3       | 2       | 7–4         | 2           | 7–4        | 2          | 5–6        | 6          |
| Фернанду Коррея | індивідуальна шпага, чоловіки | 5–2       | 1       | 6–4         | 2           | 2–9        | 10         | не пройшов | не пройшов |
| Фредеріку Паредеш                                                                                                  | індивідуальна шпага, чоловіки | 4–5       | 6       | не пройшов  | не пройшов  | не пройшов | не пройшов | не пройшов | не пройшов |
| Енріке да Сільвейра                                                                                                | індивідуальна шпага, чоловіки | 5-3       | 4       | 4–6         | 7           | не пройшов | не пройшов | не пройшов | не пройшов |
| Жуао Сассетті | індивідуальна шпага, чоловіки | 6–3       | 2       | 8–3         | 1           | 2–9        | 12         | не пройшов | не пройшов |
| Жорже де Пайва | індивідуальна шпага, чоловіки | 5-3       | 4       | 7–3         | 2           | 6–5        | 2          | 2–9        | 12         |
| Мануель Кейруз | індивідуальна шпага, чоловіки | 3–5       | 7       | не пройшов  | не пройшов  | не пройшов | не пройшов | не пройшов | не пройшов |
| Руймонду Маєр | індивідуальна шпага, чоловіки | 5–3       | 2       | 4–6         | 7           | не пройшов | не пройшов | не пройшов | не пройшов |
| Антоніу де Менезеш Фредеріку Паредеш Енріке да Сільвейра Жуао Сассетті Жорже де Пайва Мануель Кейруз Руймонду Маєр | командна шпага, чоловіки      | N/A       | N/A     | N/A         | N/A         | 3–1        | 2          | 2–2        | 4          |